# Muniz Freire Futebol Clube
O Muniz Freire Futebol Clube é um clube brasileiro de futebol de Muniz Freire, no estado do Espírito Santo. Suas cores são o azul e branco. Os principais títulos foram o Campeonato Capixaba de 1991 e o Campeonato Capixaba da Segunda Divisão de 1989.

## História
O Muniz Freire foi fundado em 1º de maio de 1930, filiando-se à Federação de Futebol do Estado do Espírito Santo em 1949. 
O clube profissionalizou-se em 1988, disputando seu primeiro campeonato naquele mesmo ano, obtendo o vice-campeonato da Segunda Divisão do Capixaba.
No ano seguinte, o clube tornou-se campeão da Segunda Divisão, conquistando vaga na elite do futebol capixaba.
Em 1990, pela primeira vez, disputou a divisão principal do futebol capixaba, onde obteve a quarta colocação, depois de chegar a última rodada da competição com reais chances de disputar o título.
O Muniz Freire chegou ao título máximo do futebol capixaba em 1991. A campanha do título retrata bem a força e o desempenho obtidos pelo clube: melhor campanha, ataque mais positivo e o artilheiro, Zé Carlos Baiano que marcou 18 gols. A final do campeonato foi a maior movimentação de torcedores da história do interior do Espírito Santo, onde a torcida do Muniz Freire foi superior a da própria Desportiva Ferroviária, adversária da final. Além disso, a torcida do Muniz Freire recebeu um troféu concedido pela imprensa como a "mais inflamada".
Em 1992, o clube disputou a Copa do Brasil sendo eliminado pelo Internacional de Porto Alegre, futuro campeão da competição. No jogo no Estádio Sumaré em Cachoeiro de Itapemirim, é derrotado por 3 a 1 (Zé Gatinha, para o Muniz Freire). No jogo de volta, no Estádio Beira-Rio, foi goleado por 5 a 0.
Conforme pesquisa do jornal A Tribuna de 2 de junho de 1996, o Muniz Freire ficou em sexto lugar, juntamente com outro co-irmão, na preferência popular, entre os torcedores da Grande Vitória. Ainda em 1996, o Muniz Freire foi agraciado com um troféu concedido anualmente pelos árbitros da Federação ao clube e torcedores que melhor acolhem as equipes de arbitragens.

## Estádio José Ibrahim Nicolau
O terreno foi adquirido pelo clube conforme escritura pública em 28 de dezembro de 1961. O estádio foi inaugurado em 11 de maio de 1980, por ocasião dos festejos do cinquentenário do clube, com o nome José Ibrahim Nicolau em homenagem ao pai de William Nicolau, grande atleta do passado. Em 1988, dentro dos preparativos do time para o ingresso na Segunda Divisão do futebol profissional do Estado, foram feitas várias melhorias para adequação à competição. Sua capacidade era de 1.691 lugares. Na administração 1991/92, foi ampliada a capacidade das arquibancadas para 2.038 lugares.

### Museu
Junto ao estádio, há o museu, com arquivo histórico, troféus, recortes de jornais, fotos de atletas e times do passado, álbum pormenorizado de toda a campanha memorável do título de Campeonato Capixaba de 1991.

## Títulos
| ESTADUAIS               | ESTADUAIS                     | ESTADUAIS | ESTADUAIS  |
|                         | Competição                    | Títulos   | Temporadas |
| ----------------------- | ----------------------------- | --------- | ---------- |
| Espírito Santo (estado) | Campeonato Capixaba           | 1         | 1991       |
| Espírito Santo (estado) | Campeonato Capixaba - Série B | 1         | 1989       |

### Campanhas de destaque
- Vice-campeão do Campeonato Capixaba da Segunda Divisão: 1988

## Participações em competições nacionais

### Copa do Brasil
- Copa do Brasil de 1992